# 瀬田正忠
瀬田 正忠（せた まさただ）は、戦国時代から安土桃山時代にかけての武将。豊臣氏の家臣。茶人として利休七哲に数えられ、官位に由来する「瀬田掃部」という名乗りで知られる。

## 略歴
出自は不明ながら高山右近の推挙により豊臣秀吉に仕え、天正12年（1584年）に小牧・長久手の戦いに従軍している。秀吉の関白就任に伴い、従五位下掃部頭に叙任。天正15年（1587年）の九州平定、同18年（1590年）の小田原征伐等に従軍。小田原征伐では、徳川家康らが落城させた相模国玉縄城に古田重然と共に入り守備についた。また、天正16年（1588年）に後陽成天皇が聚楽第を行幸した際に、芝山宗綱と共に先導役を務めたとされるが、豊臣秀次と親しく、文禄4年(1595年)、秀次の粛清に連座して処刑された。
千利休の高弟として知られ、大きな平高麗茶碗や、後にその名をとって「掃部形」と称されることとなる、大きな櫂先を持った茶杓を愛用し、「さらし茶巾」と呼ばれる点前を考案したといわれている。